# 卡波特尼亚区
卡波特尼亚区（俄語：район Капотня）是莫斯科东南行政区的一区，面积8.06平方公里，人口32,161人。它是莫斯科炼油厂的所在地。该区与马里诺区、柳布利诺区、布拉捷耶沃区、捷尔任斯基和科捷利尼基接壤。